# تغذية وريدية أثناء الديال
تغذية وريدية أثناء الديال (اختصارًا IDPN) هي علاج دعم غذائي (علاج التغذية الطبية) وتوفير العناصر الغذائية من خلال غرفة التنقيط الوريدية أثناء خضوع المريض لغسيل الكلى الذي يعاني من صعوبة في الحفاظ على التغذية الكافية. يعطى المحلول بمضخة تسريب بمعدل ثابت، بحيث يعطى مباشرة في مجرى الدم للمرضى الذين يعانون من أمراض الكلى المزمنة (CKD) في محاولة لتقليل المراضة والوفيات المرتبطة بها التي يعاني منها المرضى الذين يعانون من الفشل الكلوي. يمكن أن يوفر الغذاء المُقدَّم وريديًّا جزءًا من احتياجات الشخص الغذائية (التغذية الجزئية بالحقن)، لإتمام التغذية المُقدَّمة عن طريق الفم، أو قد توفر جميع الاحتياجات الغذائية للشخص (تغذية كاملة بالحقن).
تحتوي التغذية الوريدية أثناء الديال على البروتين (مجموعة من الأحماض الأمينية) والكربوهيدرات (جلوكوز) والدهون (ليبيدات) التي تعمل على تلبية الاحتياجات الغذائية الأسبوعية للمريض. يمكن تخصيص المحلول لكل مريض على أساس الوزن والاحتياجات والتاريخ الطبي والتغذية المعوية (وهي عبارة عن أي طريقة تغذية تستخدم الجهاز الهضمي لتوصيل جزء أو كل متطلبات السعرات الحرارية للشخص). ويوجد العديد من العوامل المسؤولة عن سوء التغذية لدى مرضى غسيل الكلى، بما في ذلك على سبيل المثال، فقدان المغذيات أثناء غسيل الكلى، الاضطرابات الأيضية والهرمونية، الأمراض والالتهابات المتراكبة، خزل المعدة، القيود الغذائية.

## تاريخ
قبل عام ألف وتسعمئة وتسعين، أدت العلاجات التقليدية لمرضى غسيل الكلى، مثل النظام الغذائي المحرر والمكملات الفموية إلى سوء التغذية بالبروتين أو سوء التغذية من السعرات الحرارية.
لقد حاولوا بذل الجهود لتكملة المدخول الغذائي عن طريق توفير العناصر الغذائية أثناء إجراء غسيل الكلى. ونتيجة لذلك، أصبحت التغذية الوريدية أثناء الديال علاجًا راسخًا لاستعادة مرضى غسيل الكلى CKD-5 الذين يعانون من سوء التغذية في أوائل التسعينات. بشكل عام، تلقى المرضى تركيبة تحتوي على كميات قياسية من سكر العنب والأحماض الأمينية والدهون بغض النظر عن وزن المريض ووقت الغسيل الكلوي وحالات الأمراض المصاحبة المعقدة.

## نهج جديد لعلاج التغذية الوريدية أثناء الديال
طور العديد من مقدمي علاج التغذية الوريدية أثناء الديال لتلبية الاحتياجات الغذائية المحددة للمرضى، تركيبات تأخذ في عين الاعتبار المتغيرات السريرية التي تعمل على تلبية الاحتياجات والحالات الفردية للمريض بشكل أفضل، بحيث تعالج الصيغ المحددة الاختلافات الواضحة بين الاحتياجات الغذائية لأولئك المرضى الذين يعانون من سوء التغذية بالبروتين وأولئك المرضى الذين يعانون من سوء التغذية من السعرات الحرارية.